# ブルゴーニュ・コート・サン・ジャック
ブルゴーニュ・コート・サン・ジャック(Bourgogne côte saint-jacques)は、ブルゴーニュ地域圏ヨンヌ県北西部の、人口1万人ほどの村ジョワニー(Joigny)で生産されるブルゴーニュワインの産地名で、1975年にAOC の指定を受けている。
日本でも人気が高いシャブリの北西に接する地区で、ピノ・ノワール種ぶどうを主体とした赤ワイン、シャルドネ100%で作られる辛口の白ワインのほか、ヴァン・グリと呼ばれる、赤ワイン用ぶどう品種ピノ・ノワールで造った白ワインが作られている。
ぶどう畑は12haほど、生産量も年間8万本程度と少なく、ブルゴーニュワインを軽くしたような、さほど優れたものでもないため、日本ではほとんど販売されていない。